# Società Gestione Impianti Nucleari
SOGIN  (Società Gestione Impianti Nucleari) est une entreprise publique italienne responsable de la sécurisation et du démantèlement des installations nucléaires italiennes et de la gestion des déchets radioactifs . Sogin est aussi chargée de la localisation, de la conception, de la réalisation et de l’exploitation du Centre de stockage des déchets radioactifs et du Pôle Technologique.

## Histoire
SOGIN a été créée en 1999, depuis la décision de l’Italie de sortir du nucléaire.
SOGIN, société propriété du ministère de l’Économie et des Finances, a pour mission la gestion des déchets radioactifs et des combustibles nucléaires usés, l’assainissement et le démantèlement des installations nucléaires mises à l’arrêt après le référendum de 1987 et leur requalification (4 anciennes centrales nucléaires et 4 installations nucléaires de traitement et fabrication du combustible).
La loi no 31 de 2010 a chargé Sogin des de l'implantation, de la conception, de la construction et de l'exploitation du centre de stockage des déchets radioactifs et du Pôle technologique. Sa réalisation est en élément essentiel pour aboutir à l’état de 'greenfield', en éliminant toutes les contraintes liées aux radiations, en assurant la gestion de tous les déchets radioactifs, y compris ceux qui ont été produits par les activités médicales, industrielles et de recherche nucléaire.
En 2004, SOGIN est devenue un groupe avec l’acquisition de la majorité (60 %) de la société Nucleco SpA, la société nationale responsable de la collecte, du traitement, du conditionnement et de l'entreposage des déchets radioactifs et des sources issues du secteur médical et scientifique et des activités de recherche technologique.

## Activité
En Italie, Sogin est en train de démanteler les trois principales typologies de réacteurs  qui ont été adoptées dans le monde et qui sont ou seront démantelées dans les prochaines décades :
- PWR (la centrale nucléaire de Trino Vercellese, 260 MW)
- BWR (les centrales nucléaires de Caorso, 860 MW, et du Garigliano, 150 MW)
- GCR (centrale nucléaire Latina, 153 MW)

Sogin est en train de démanteler aussi les installations de recherche nucléaires (EUREX, OPEC et IPU et ITREC) et pour la fabrication du combustible (FN de Bosco Marengo). Selon le plan d'exploitation de la Sogin, Bosco Marengo est la première installation nucléaire italienne dont elle va assurer le démantèlement définitif .
Les presque 1000 employés du Groupe sont sélectionnés et entraînés selon les meilleurs standards d’excellence. Le personnel de Sogin est composé par des ingénieurs du génie nucléaire, civil, mécanique, chimique et environnementale, des physiciens, des géologues, des experts de radioprotection et sciences de matériaux, et des biologistes.
SOGIN a par ailleurs été chargée par le Ministère du Développement Economique italien de gérer les activités techniques et opérationnelles de l’accord Global Partnership avec la Russie, relatif au démantèlement de sous-marins nucléaires de l’ancienne République Soviétique,.

## Direction
- Marco Enrico Ricotti, Président du conseil d'administration
- Luca Desiata, Administrateur délégué